# 特級市
特級市（韓語：특급시）是朝鲜民主主义人民共和国行政區劃體系中一個在市與道之間，並且隸屬於道的行政區劃。
因2019年原属黃海北道的開城特級市升格为特别市，目前朝鲜已不存在任何特级市。此外，羅先直轄市曾在2005年被編入咸鏡北道並成為一特級市，不過到了2006年9月就恢復了直轄市的地位。而南浦特別市曾為平安南道下轄的特級市，後來在2010年被升格為一特別市。